# Oleg Serebrian
Oleg Serebrian (1969–) moldovai geopolitikus és politikus, a Szociálliberális Párt vezetője és Moldáviai Szabadegyetem prorektora. Jó kapcsolatban áll a moszkvai akadémiai körökkel is, főleg a Kaukázusi Kutatóközpont és a Vlasti című folyóirat révén. Geopolitikai kurzusokat tart Moldáviában, Franciaországban, Romániában és Németországban. 1993-1999 között a Külügyminisztériumban dolgozott.

## Külső hivatkozások
- Oleg Serebrian, "Törökország növekvő szerepe a fekete-tengeri geopolitikában"
- Oleg Serebrian, "Románok Kelet és Nyugat között"